# Edward III

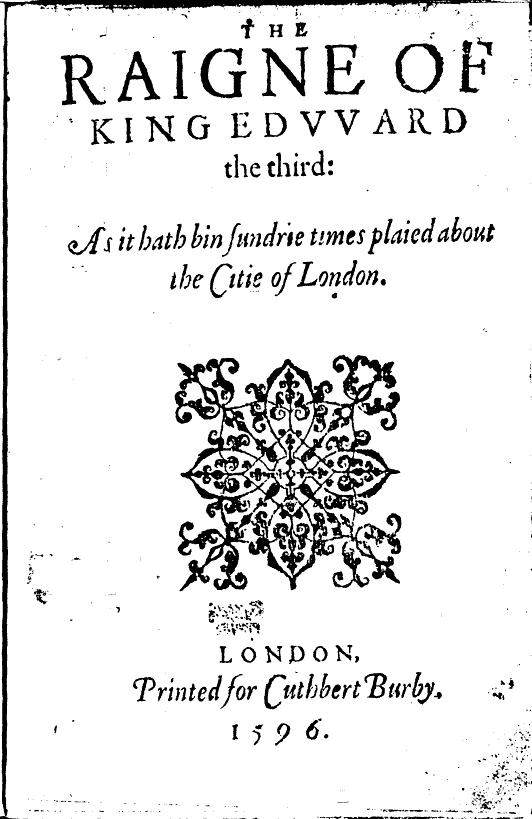
Primeira página da peça anônima.

Eduardo III (Edward III, no original em inglês) é uma peça de teatro isabelina, normalmente atribuída a William Shakespeare. Foi impresso, anonimamente, pela primeira vez em 1596. Contudo, desde o século XVIII a sua autoria tem sido debatida.

## Data e texto
Em 1596, Eduardo III foi publicada anonimamente (isto não era incomum nos anos 1590). Os principais argumentos contra a autoria de Shakespeare quanto à Eduardo III incluem os fatos de que João Heminges e Henry Condell não incluíram essa peça no First Folio em 1623, e ela nem é mencionada no Palladis Tamia (1598), de Francis Meres, um trabalho que enumera as primeiras peças de Shakespeare. Apesar disto, alguns estudiosos admitem que diversas passagens do texto da peça possuem semelhanças com a habilidade particular que Shakespeare tinha de escrever. Em 1760, um notório editor de Shakespeare, Edward Capell, registrou a peça no Prolusions; or, Select Pieces of Ancient Poetry, Compil'd with great Care from their several Originals, and Offer'd to the Publicke as Specimens of the Integrity that should be Found in the Editions of worthy Authors, e concluiu dizendo que a autoria era de Shakespeare. No entanto, essa conclusão de Cappel não foi abraçada pelos estudiosos.  
Nos últimos anos, cada vez mais profissionais que estudam a obra de Shakespeare têm revisto o trabalho com novos olhares, e diversos concluem que algumas passagens são tão sofisticadas como qualquer outras peças históricas shakespearianas, especialmente Rei João e Henry VI. Além disso, certas passagens são diretas citações dos Sonetos de Shakespeare. Análises estilísticas também produziram provas de que pelo menos algumas cenas foram escritas por Shakespeare.
Alguns estudiosos, nomeadamente Eric Sams, argumentaram que a peça é totalmente da autoria de Shakespeare, mas hoje, essas hipóteses parecem estarem divididas, com muitos pesquisadores afirmando que a peça é um trabalho colaborativo, e também de que Shakespeare escreveu apenas algumas cenas.

## Sinopse
A peça é composta em duas partes. A primeira é centrada na Condessa de Salisbury (esposa do Conde de Salisbury), que, envolvido por furiosos escoceses, é libertado pelo Rei Eduardo III. No final da primeira parte, o Conde jura sua vida se Eduardo abandonar sua posição de rei, o que ele acaba fazendo.
Na segunda parte da peça, Eduardo abre seu exército na França. Nessa segunda parte, há a luta entre a moralidade da guerra antes de alcançar a vitória sobre a aparentemente insuperável contradição quanto a ela.